# Nagyon észak
A Nagyon észak (eredeti cím: North of North) 2025-ben indult kanadai szitkom, amelyet Stacey Aglok MacDonald és Alethea Arnaquq-Barild alkotott. A főbb szerepekben Anna Lambe, Mary Lynn Rajskub, Tanya Tagaq, Keira Cooper és Maika Harper látható.
Kanadában 2025. január 7-én a CBC Television, Magyarországon 2025. április 10-én mutatta be a Netflix.
2025 áprilisában berendelték a második évadot.

## Ismertető
Egy fiatal inuk édesanya próbálja újraépíteni önmagát, miután egy hirtelen és rendkívül nyilvános szakítással véget vetett házasságának a kis, összetartó sarkvidéki városka „aranyfiújával”. Most meg kell küzdenie a kapcsolatok, az anyaság, egy új munka és az önmegvalósítás kiszámíthatatlan – és gyakran mulatságos – hullámhegyeivel és -völgyeivel.

## Szereplők
| Szereplők | Színész                | Magyar hang              | Leírás |
| --------- | ---------------------- | ------------------------ | --- |
| Siaja     | Anna Lambe             | Mikecz Estilla           | Egy fiatal inuk édesanya, aki közvetlenül a középiskola után ment férjhez, és most ki szeretne törni abból a megszokott kerékvágásból, amelybe belecsúszott. Kedves, őszinte, de kissé esetlen személyiség. Bár elszánt és szeretne többre jutni, a céljai elérését gyakran hátráltatja saját ügyetlensége és szociális esetlensége. |
| Helen     | Mary Lynn Rajskub      | Kiss Eszter              | Városvezető. |
| Bun       | Keira Cooper           | Martinez-Katona Milagros | Siaja lánya. |
| Neevee    | Maika Harper           | Pikali Gerda             | Siaja édesanyja, aki egyedül nevelte fel lányát. Felépülőben lévő alkoholista, kemény természetű nő, akinek szarkasztikus humora van, és egyáltalán nem fél kimondani, amit gondol. Őszintesége néha bántó, de mindig a jó szándék vezérli. Egy helyi vegyesboltot vezet a kisvárosban.                                              |
| Alistair  | Jay Ryan               | Varga Gábor              | Siaja elhidegült édesapja, aki egy vállalat kutatójaként dolgozik – ez a cég egy kutatóállomást szeretne építeni Ice Cove-ban. Csak nemrégiben értesült arról, hogy van egy lánya, így Siaja létezése teljesen új számára. Bár hosszú ideig távol volt, úgy tűnik, még mindig gyengéd érzelmeket táplál Neevee iránt.                |
| Kuuk      | Braeden Clarke         | Czető Roland             | Kutató és Alistair asszisztense. Ő Siaja szerelme, amit bonyolít az is, hogy hullámzó a kapcsolata a barátnőjével, Alexisszel. |
| Ting      | Kelly William          | Renácz Zoltán            | Siaja férje és a helyi „aranyfiú”. |
| Millie    | Zorga Qaunaq           | Szilágyi Csenge          | Siaja barátja. |
| Colin     | Bailey Poching         | Jéger Zsombor            | Maori férfi és Siaja barátja, aki a helyi rádióállomást vezeti. |
| Elisapee  | Nutaaq Doreen Simmonds | Horváth Zsuzsa           | Siaja munkatársa. |
| Nuliajuk  | Tanya Tagaq            |                          | Az inuk istennője. |
| Jeffrey   | Vincent Karetak        | Holl Nándor              | A helyi hulladéklerakó tulajdonosa, aki emellett több más munkát is végez a városban. |
| Alexis    | Taylor Hickson         | Varga Fekete Kinga       | Kuuk barátnője. |

### Magyar változat
- Magyar szöveg: Szemere Laura
- Hangmérnök: Illés Gergely
- Vágó: Sári-Szemerédi Gabriella
- Gyártásvezető: Lipcsey Colini Borbála
- Szinkronrendező: Marton Bernadett
- Produkciós vezető: Felföldi Anna

A szinkront a Mafilm Audio Kft. készítette.

## Epizódok
| Sor. | Év. | Cím                                          | Rendező           | Író                                             | Premier                             |
| ---- | --- | -------------------------------------------- | ----------------- | ----------------------------------------------- | ----------------------------------- |
| 1.   | 1.  | A világ tetején (Top of the World)           | Anya Adams        | Stacey Aglok MacDonald és Alethea Arnaquq-Baril | 2025. január 7. 2025. április 10.   |
| 2.   | 2.  | Nincs ingyenélés (No Freeloading)            | Anya Adams        | Kathryn Borel                                   | 2025. január 7. 2025. április 10.   |
| 3.   | 3.  | Szeméttűz (Dumpcano)                         | Aleysa Young      | Garry Campbell                                  | 2025. január 14. 2025. április 10.  |
| 4.   | 4.  | Öröm a k* világnak (Joy to the Effing World) | Aleysa Young      | Alethea Arnaquq-Baril és Linsey Stewart         | 2025. január 21. 2025. április 10.  |
| 5.   | 5.  | Rozmárf*sz baseball (Walrus Dick Baseball)   | Renuka Jeyapalan  | Moriah Sallaffie és Garry Campbell              | 2025. január 28. 2025. április 10.  |
| 6.   | 6.  | Ragadozók (Carnivores)                       | Zoe Leigh Hopkins | Linsey Stewart                                  | 2025. február 4. 2025. április 10.  |
| 7.   | 7.  | Elveszett, de újra meglett (Lost and Found)  | Danis Goulet      | Susan Coyne                                     | 2025. február 11. 2025. április 10. |
| 8.   | 8.  | Rossz hatás (Bad Influences)                 | Danis Goulet      | Aviaq Johnston és JP Larocque                   | 2025. február 18. 2025. április 10. |

## A film készítése
A sorozatot Stacey Aglok MacDonald és Alethea Arnaquq-Baril alkotta meg. A rendezők között szerepelnek Anya Adams, Danis Goulet, Zoe Leigh Hopkins, Lisa Jackson, Renuka Jeyapalan és Aleysa Young.
A forgatás 2024. március 14-én kezdődött Iqaluitban és 2024 júniusában fejeződött be. Az Iqaluit Curling Klubot hangstúdióvá alakították át a belső díszletek felvételéhez, mivel a közelben nincs forgatóstúdió. Aglok MacDonald és Arnaquq-Baril Red Marrow Media nevű cége dolgozik egy állandó stúdió létrehozásán, de az első évad időpontjára még nem készült el.
Debra Hanson és Nooks Lindell voltak a sorozat jelmeztervezői. Elsősorban helyi inuit kézművesek és tervezők munkáit használták fel a karakterek ruházatának, cipőinek és ékszereinek elkészítéséhez. „Nekünk nagyon fontos volt, hogy a parkák és minden hagyományos viselet itt, Nunavutban készüljön, inuit művészek által”, mondja Aglok MacDonald. „Az Észak sarkának távoli részeire kellett elmenniük, hogy megalkossák azokat a csodálatos jelmezeket, amelyeket a nézők a képernyőn láthatnak, és amelyek páratlanok a korábbiakhoz képest.”
Arnaquq-Baril elmondta, hogy meghatódott a nunavutiak támogatásától. „Üzeneteket kapunk a közösség minden részéről, akik izgatottan vesznek részt a projektben, mert a közösség nagy része szerepel a műsorban, a képernyőn, és a háttérben is dolgozik.” Iqaluit Anna Lambe szülővárosa is, aki Siaja szerepét játssza. Ő így nyilatkozott: „Az emberek folyton odajöttek hozzám, megöleltek, és elmondták, milyen büszkék rám, és milyen izgalmas ez Nunavut, az inuit és az őslakos film- és televízióipar számára. Sehol máshol nem szerettem volna forgatni, mert a szeretet és támogatás, amit kaptunk, nagyon megerősítő volt.”